# 間部詮房
間部 詮房（まなべ あきふさ）は、江戸時代中期の大名。相模厚木藩主、上野高崎藩主、越後村上藩間部氏初代藩主。側用人、老中格。徳川家宣・家継の2代にわたり、将軍の側近として幕政を主導した。

## 生涯

### 徳川綱豊（家宣）の懐刀
寛文6年5月16日（1666年6月18日）、甲府藩主・徳川綱重の家臣・西田清貞の子として生まれる。母は阿部忠秋の家臣小河次郎右衛門の娘。はじめは猿楽師・喜多七太夫の弟子であったが、貞享元年（1684年）に綱豊（徳川家宣の初名）の小姓に抜擢される。詮房は「間鍋」氏を称していたが、同じ年に綱豊の命によって「間部」と改めた。その後、綱豊の寵愛を受けて昇進を重ね、元禄12年（1699年）に甲府藩用人になり、俸禄も加増されて元禄16年（1703年）に1500俵となった。
宝永元年（1704年）、家宣の江戸城西丸入りに伴い、甲府徳川家家臣団は幕臣に編入され、詮房は従五位下・越前守に叙任し、西丸奥番頭（書院番頭格）になった。宝永2年（1705年）正月、西丸側衆になり1500石加増され、蔵米を改めて3000石知行となる。宝永3年（1706年）正月には若年寄格となり、相模国内で1万石の大名となった。同年12月には従四位下に叙され、老中次席に昇格する。領地はその後も累次加増され、宝永7年（1710年）に高崎5万石の領主となった。日本の歴史上において、猿楽師であった者が大名になった例は他にない。また、家継時代の詮房を実質的な国政の最高責任者（執政、首相）と位置付けた場合、日本史上で芸能出身者がこの地位にのぼった唯一の例である。

### 将軍に次ぐ実力者
家宣が将軍に就任してからは、新井白石と共に正徳の治を断行した。詮房は家宣の側用人として大きな権限を握り、正徳期の幕政を主導した。しかし、詮房・白石の政治は、その政治的権威が将軍家宣にのみ依拠するという不安定な基盤に拠っており、特に家宣死後、幼少の徳川家継が将軍職を継ぐにあたり、門閥層や反甲府派の幕閣の抵抗がいよいよ強まり、政治改革がなかなか進まなかったのが実情である。そのため、享保元年（1716年）に家継が幼少のまま病死し、譜代大名や大奥などの推挙で徳川吉宗が8代将軍に就任すると、両人は一切の政治的基盤を喪失し、失脚した。詮房は側用人を解任され、領地を関東枢要の地・高崎から遠方の越後国村上に転封された。

### 最期
享保5年7月16日（1720年8月19日）、暑気あたりで村上の地にて死去した。享年55（満54歳没）。家督は、実弟で養嗣子の詮言が継いだ。
間部家は、上野国高崎藩5万石から越後国村上藩5万石を経て、越前国鯖江藩5万石で明治維新を迎え、華族令によって子爵を授けられた。

## 人物・逸話
- 真面目で信義に篤い人物だったとされ、他の幕臣は交代で勤務にあたったが、詮房は家宣に昼夜片時も離れず勤務したため、家宣も詮房のことは特に信頼していたという。
- 新井白石が家宣の死後に政治に対して消極的になることも多かったが、詮房はそのような白石を励まして能力を引き出すことに尽力したという。
- 「三王外記」には、家宣死後、大奥へ頻繁に出入りし月光院と密会を重ねていた、大奥で月光院と一緒にいるときの詮房のくつろいだ様子から、家継が「詮房はまるで将軍のようだ」と乳母に言った等の記述がある。幕府公式史書の「徳川実紀」にこのような記載はない。

## 評価
- 「身の暇がなく」「きわめて生質の美なるところありて、おおかた古の君子の人にも恥じまじき」（新井白石）
- 「玉の如き人と申すべく候。只うつくしく温厚にて、しかも条理わかり候て見事にござ候」（室鳩巣）[3]
- 吉宗が老中に対して城にある兵糧の量、金銀の歳入や支出、江戸城における櫓や武具の数などを質問した際、ほとんどの老中が答えられなかった際に「間部越前ならば、全て答えたであろう」と述べたという。間部を失脚させたのは吉宗であるが、その才能は認めていたということになる。

## 官歴
※日付は旧暦
- 貞享元年（1684年） - 甲府藩（藩主徳川綱豊）小姓切米150俵10人扶持
- 貞享4年（1687年） - 同藩両番頭格
- 元禄元年（1688年） - 同藩奏者役格700俵
- 元禄2年（1689年） - 同藩用人並
- 元禄12年（1699年） - 同藩用人1200俵
- 宝永元年（1704年）12月9日 - 従五位下・越前守、幕府書院番頭格西丸（将軍後継者徳川家宣）奥番頭
- 宝永2年（1705年）1月7日 - 西丸側衆3000石
- 宝永3年（1706年）
  - 1月9日 - 序列が若年寄の次座。相模国内1万石領主。
  - 12月15日 - 序列が老中の次座。従四位下。
- 宝永6年（1709年）
  - 4月15日 - 側用人[4]。侍従兼任。
  - 4月16日 - 老中格。
- 宝永7年（1710年）5月23日 - 上野国高崎5万石に転封。
- 享保元年（1716年）5月16日 - 側用人御役御免、雁間詰となる。
- 享保2年（1717年） - 越後国村上5万石に転封。

## 系譜
父母
- 西田清貞（父）
- 光寿院 - 小川次郎右衛門の娘（母）

正室
- 小花和成武の娘

子女
- 甚之丞
- 逸

養子、養女
- 間部詮言 - 実弟
- 多喜 - 永井直英正室、間部詮貞の娘
- 登免 - 内藤義稠婚約者、間部詮貞の娘

## 登場作品

### 小説
- 佐々木裕一『浪人若さま新見左近』（コスミック出版）

### 映画
- 絵島生島（1955年、演：高橋貞二）
- 大奥（2006年、演：及川光博）
- 大奥〈男女逆転〉（2010年、演：菊川怜）※男女逆転設定

### テレビドラマ
- 大奥（関西テレビ、1968年、演：内田稔）
- 絵島生島（東京12チャンネル、1971年、演：佐藤慶）
- 元禄太平記（NHK大河ドラマ、1975年、演：古谷一行)
- 大奥（関西テレビ、1983年、演：天知茂）
- 乾いて候（フジテレビ、1983、1984年、演:久富惟晴、菅貫太郎）
- 八代将軍吉宗（NHK大河ドラマ、1995年、演：石坂浩二）
- 暴れん坊将軍III 第23話「愛を棄てた女」（テレビ朝日、1988年、戸田政兼が間部に仕えていたという設定で名前だけ登場。演者なし）
- 暴れん坊将軍VIII 第10話「陰謀に巻きこまれた黄門様!?」（テレビ朝日、1997年、演：西沢利明）
- 忠臣蔵の恋〜四十八人目の忠臣〜(NHK、2016年、演：福士誠治)
- 大奥 最終章（フジテレビ、2019年、演：谷原章介）
- 大奥（NHK、2023年、演：国分佐智子）※男女逆転設定

### 漫画
- よしながふみ『大奥』（白泉社）※男女逆転設定